# Blackbird Sound
Blackbird Sound (ранее SDI Media Russia, Iyuno-SDI Group Moscow, Iyuno Russia) — российская компания, специализирующаяся на дубляже полнометражных фильмов и прочего телевизионного контента. Дочернее предприятие «Iyuno».

## Описание

Логотип, использовавшийся с 2013 по 2021 гг.

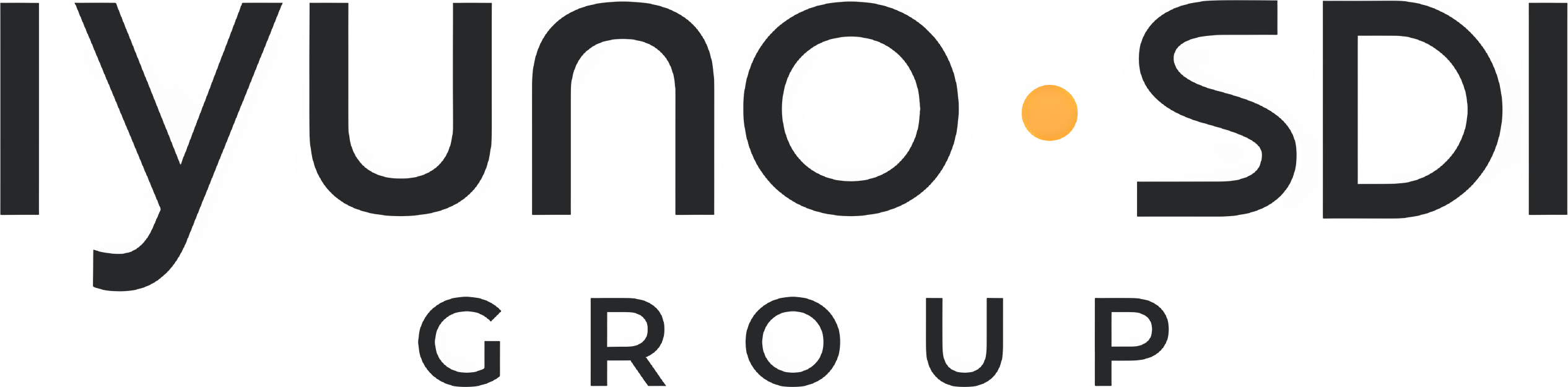
Логотип, использовавшийся с 2021 по 2022 гг.

Офис студии находится в Москве недалеко от телевизионного центра «Останкино», в распоряжении компании находятся пять студий дубляжа полнометражных фильмов и телепередач, а также отдельное помещение для многоканального сведения звука 5.1. Все студии спроектированы согласно внутренним нормам SDI, с возможностью использовать такие специально созданные технологии дубляжа, как InSync, Casting, T3 Script Management и Quick DubSession Management. Руководство российской компанией было поручено одному из основателей компании «New Media» Светлане Габуния, имеющей 20 лет опыта работы в сфере российской медиаиндустрии.

## Клиенты
- Amediateka
- Mattel
- Nintendo
- StudioCanal
- Viasat[2]
- Ред Медиа
- Централ Партнершип

### Бывшие клиенты
- Lagardère (TiJi, Gulli/Gulli Girl) (2013—2019)[3]
- Nelvana (KidsCo) (2013)
- Paramount Global (Nickelodeon, Paramount Channel, Paramount Pictures) (2013—2020)
- Warner Bros. Discovery (Cartoon Network, Boomerang, Warner Bros. Television, Warner Bros. Home Entertainment) (2013—2022)
- LEGO (2013—2023)
- NBCUniversal (Universal Channel, Universal Studio Group, Universal Pictures Home Entertainment) (2014—2022)
- Hasbro (2014—2023)
- ВГТРК (Россия-1, 24 Док) (2014—2018)
- Телекомпания «Стрим» (2014—2019)[4]
- Fox Networks Group (2015—2022)
- Netflix (2017—2022)
- Apple TV+ (2021—2023)